# الموسوعة البريطانية المحدودة (شركة)
شركة الموسوعة البريطانية، المحدودة هي شركة أمريكية خاصة ممولة من اسكتلندا اشتهرت بنشرها الموسوعة البريطانية وهي أقدم موسوعة ما زالت تنشر بصفة مستمرة.

## التاريخ
تأسست الشركة في إدنبرة باسكوتلندا خلال القرن الثامن عشر في ظل عصر التنوير الاسكتلندي. تشارك رسام يدعى كولين ماكفاركوهار ونحات يستخدم فن النقش يدعى أندرو بيل بهدف وضع كتاب جديد يجسد الأساس الجديد للأبحاث والمعرفة. وشارك ويليام سميلي بتحرير العمل الذي تألف في البداية من ثلاثة مجلدات، وتم نشر أول مجلد في مطلع عام 1768. ونمت سمعة الموسوعة بعد نشر ما تبعها من مجلدات خلال السنوات اللاحقة.

## وصلات خارجية
- الموقع الرسمي